# Rhodospatha bolivarana
Rhodospatha bolivarana G.S.Bunting – gatunek wieloletnich, wiecznie zielonych pnączy z rodziny obrazkowatych, endemicznych dla Wenezueli, zasiedlających wilgotne lasy równikowe.